# Harold Jeffreys
Sir Harold Jeffreys (ur. 22 kwietnia 1891 w Fatfield, Anglia, zm. 18 marca 1989 w Cambridge) – angielski astronom, statystyk, matematyk i geofizyk. Laureat Medalu Copleya i Medalu Guya.

## Życiorys
Studiował w St John’s College na Uniwersytecie Cambridge. Następnie, od roku 1914, wykładał na tym uniwersytecie matematykę i geofizykę.
Prowadził badania nad pochodzeniem Układu Słonecznego, teorią ruchów biegunów ziemskich, historią termiczną Ziemi oraz rozchodzenia się fal sejsmicznych. Pracował również nad teorią prawdopodobieństwa, hydrodynamiką i teorią sprężystości.
Był ważnym wczesnym pionierem i proponentem podejścia bayesowskiego w statystyce, opisując to podejście w książce Theory of Probability (1939). Spotkał się w następstwie tego z kategorycznym oporem i krytyką ortodoksyjnych statystyków takich jak Ronald Fisher.
Poślubił Berthę Swirles (1903-1999), brytyjską matematyczkę i fizyczkę, z którą współpracował przy tworzeniu książek takich jak powszechnie używany podręcznik Metody matematyczne fizyki (1940).
W 1953 otrzymał Złoty Medal Królewskiego Towarzystwa Astronomicznego.
Prowadząc badania astronomiczne, ustalił, że cztery duże gazowe planety (Jowisz, Saturn, Uran, Neptun) są bardzo chłodne. Opracował pierwsze modele budowy tych planet.
Nazwa programu do analizy statystycznej JASP jest akronimem od Jeffreys’s Amazing Statistics Program i stanowi uhonorowanie (ze strony twórców programu) Harolda Jeffreysa i jego zasług dla rozwoju statystyki bayesowskiej.